# Czatyrköl
Czatyrköl (kirg. Чатыркөл; ros. Чатыр-Кёль, Czatyr-Kiol; dosł. „niebiańskie jezioro”) – słonawe jezioro bezodpływowe położone w południowym Kirgistanie, w Azji Centralnej. Jezioro znajduje się w środkowej części gór Tienszan, między górami Torugart i Atbaszy, w pobliżu przełęczy Torugart, która jest przejściem granicznym z Kirgistanu do Chin. Jezioro i dwukilometrowa strefa buforowa dookoła niego jest częścią rezerwatu Karatał-Dżapyryk. Jezioro jest wpisane na listę konwencji ramsarskiej. 

## Klimat
średnia roczna temperatura w basenie jeziora wynosi -5,6 °C, średnia temperatura stycznia -22 °C,  czerwca 7,1 °C. Maksymalna temperatura w lecie wynosi 24 °C, a minimum zimowe to -50 °C. 88–90% opadów w basenie jeziora, wynoszących 208–269 mm, spada latem. Od października do końca kwietnia powierzchnia jeziora zamarza, a lód osiąga grubość od 0,25 do 1,5 m. 

## Hydrologia
Woda jeziora Czatyrköl jest żółto–zielona z przejrzystością do 4 m. Zawartość minerałów wynosi od 0,5 do 1 mg/l (chlorki, wodorowęglany sodu i magnezu). Zasolenie jeziora to 2 ppt. Źródła mineralne znajdujące się w południowej części jeziora mają zawartość minerałów 5–7 g/l i wartość pH=5,8–6,0. Wielkość dopływających wód wynosi zimą 1866 m³, a latem 3629 m³. Wody jeziora zasilane są potokami, wypływającymi z gór Torugart i Atbaszy.
Ujemny bilans wodny jeziora w ostatnich dziesięcioleciach powoduje spadek poziomu wody. 

## Galeria

Jezioro Czatyrköl i góry Torugart
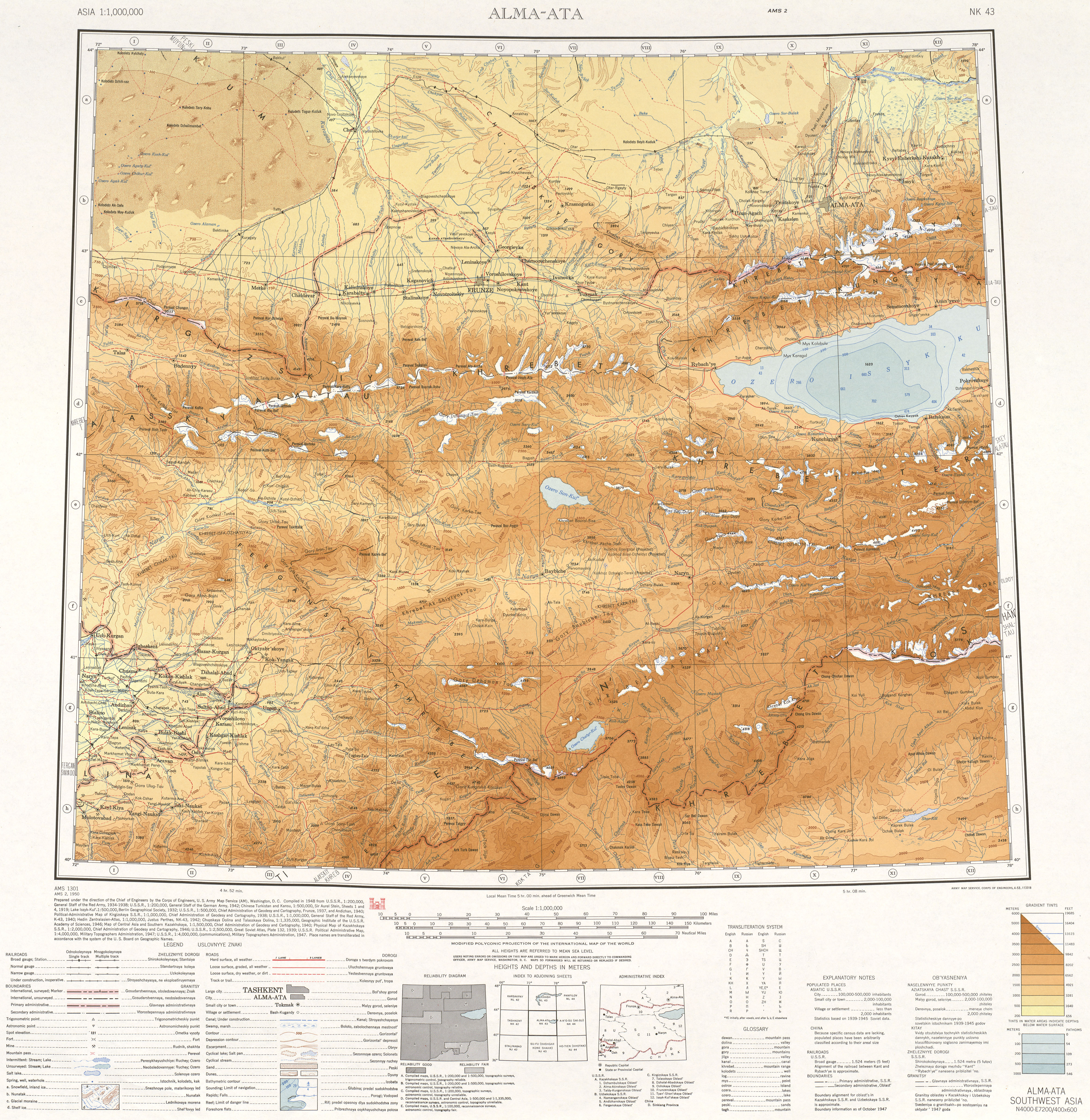
Mapa regionu z jeziorem Czatyrköl (Army Map Service, 1948)
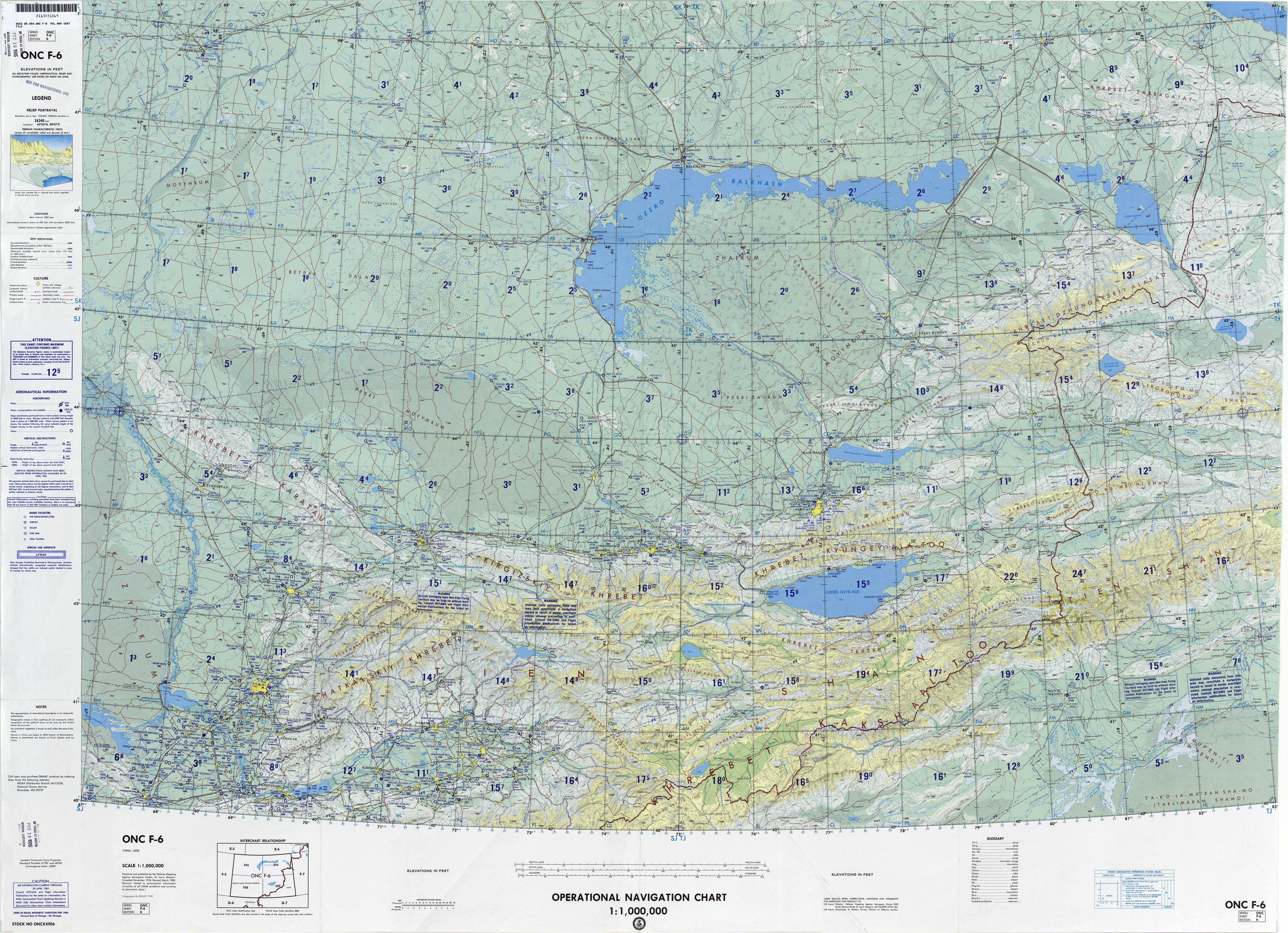
Mapa regionu z jeziorem Czatyrköl (Defense Mapping Agency, 1985)